# Томская писаница
«То́мская Пи́саница» — историко-культурный и природный музей-заповедник в Яшкинском районе Кемеровской области — Кузбасса. Создан в феврале 1988 года с целью музеефикации объекта культурного наследия федерального значения «Писаницы». Является первым музеефицированным памятником наскального искусства в России. Вниз по течению р. Томь на протяжении 50 км обнаружено ещё семь местонахождений наскальных рисунков.
Музей-заповедник расположен в лесопарковой зоне в 50 км к северо-западу от Кемерово, на площади в 156 га на правом берегу Томи, где зафиксировано более 400 наскальных изображений, основной массив которых относится к эпохе бронзы. В 1998 году музей «Томская писаница» стал победителем всероссийского конкурса «Музей года».
Общее число посетителей за 2021 год составило 160 тысяч человек.

## Первооткрыватели
По мнению археолога И. В. Ковтуна, «Томская писаница» известна с 1630 года и является первым летописным петроглифическим комплексом, открытым в Северной Евразии. Для российской и европейской науки памятник открыт Д. Г. Мессершмидтом во время его путешествия по реке Томь из Томска в Новокузнецк приблизительно 15 июля 1721 года.

## Экспозиции
- Древнее святилище «Томская писаница» — 300 наскальных рисунков эпохи бронзы и раннего железного века (II—I тысячелетия до н. э.);
- «Археодром» — реконструкция археологических жилищ и павильон археологических погребений от неолита (IV тысячелетие до н. э.) до средневековья;
- «Музей наскального искусства Азии» — наиболее характерные комплексы наскального искусства Сибири, Средней Азии, Монголии, Китая, Индии, Пакистана; многочисленные копии петроглифов;
- Архитектурно-этнографический комплекс «Шорский улус Кезек»: усадьба зажиточного шорца (подлинные постройки конца XIX — начала XX веков);
- «Мифология, эпос народов Сибири» (культовые изваяния, поминальники, жертвенники, священное дерево);
- «Славянский мифологический лес» — инсталляция, представляющая реконструированные образы дохристианских славянских идолов;
- Минизоопарк — более 100 представителей сибирской фауны (лось, бурые медведи, соболь, волк, лисы и еноты и др);
- Национальный культурный центр «Татарское подворье» — комплекс из трех действующих сооружений — действующая по принципу домового храма «Мечеть», экспозиционное пространство «Татар Йорты» («Татарский дом»), кафе национальной кухни «Чак-Чак»;
- «Часовня в честь Святых равноапостольных Кирилла и Мефодия» — действующая часовня-храм, построенная по канонам древнерусского зодчества из лучших сортов дерева (сосна и лиственница) на живописном берегу реки Томь.

## Интерактивные площадки
- «Стан Охотника» — промысловая охота русского населения Притомья;[4]
- «Центр ремесел» — мастер-классы по традиционным сибирским ремеслам;
- «Территория Сказки» — анимационная площадка для детей;
- «Театр теней» — представления для самых маленьких на основе сибирских фольклорных сказаний;
- «Мастерская по копированию петроглифов» — первые шаги в исследовании наскального искусства.

## Галерея

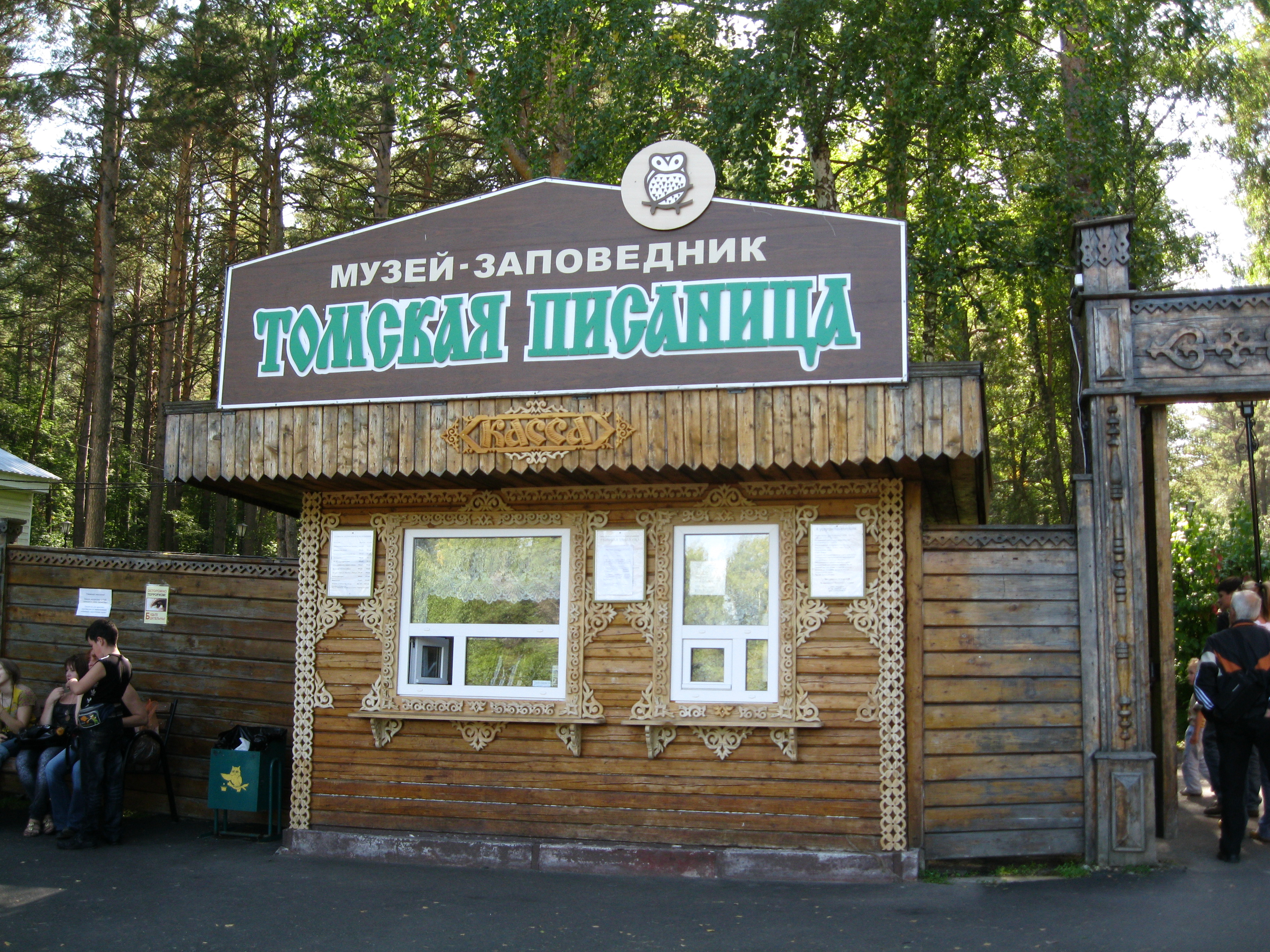
Главный вход, 2012 год.
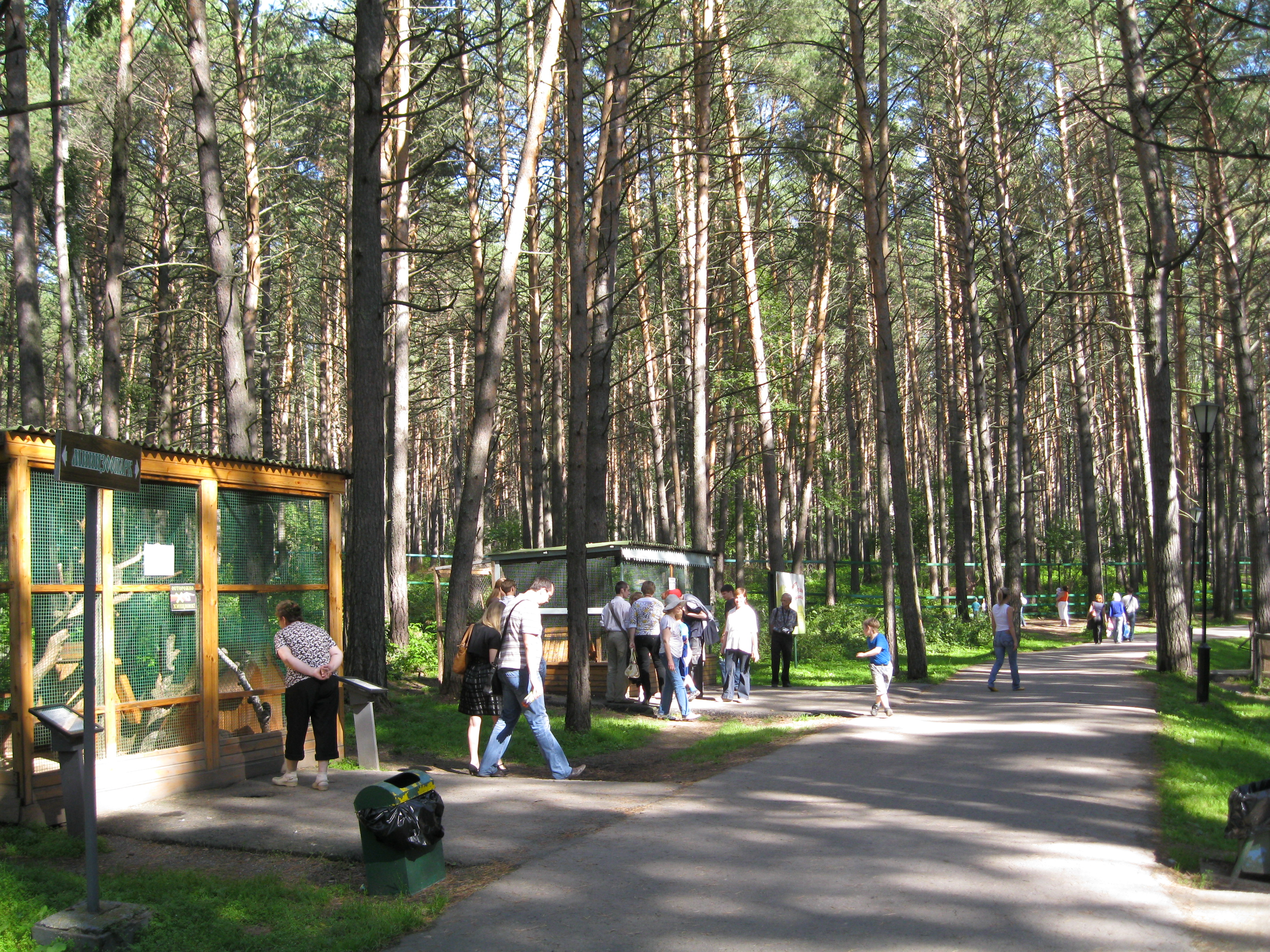
Минизоопарк
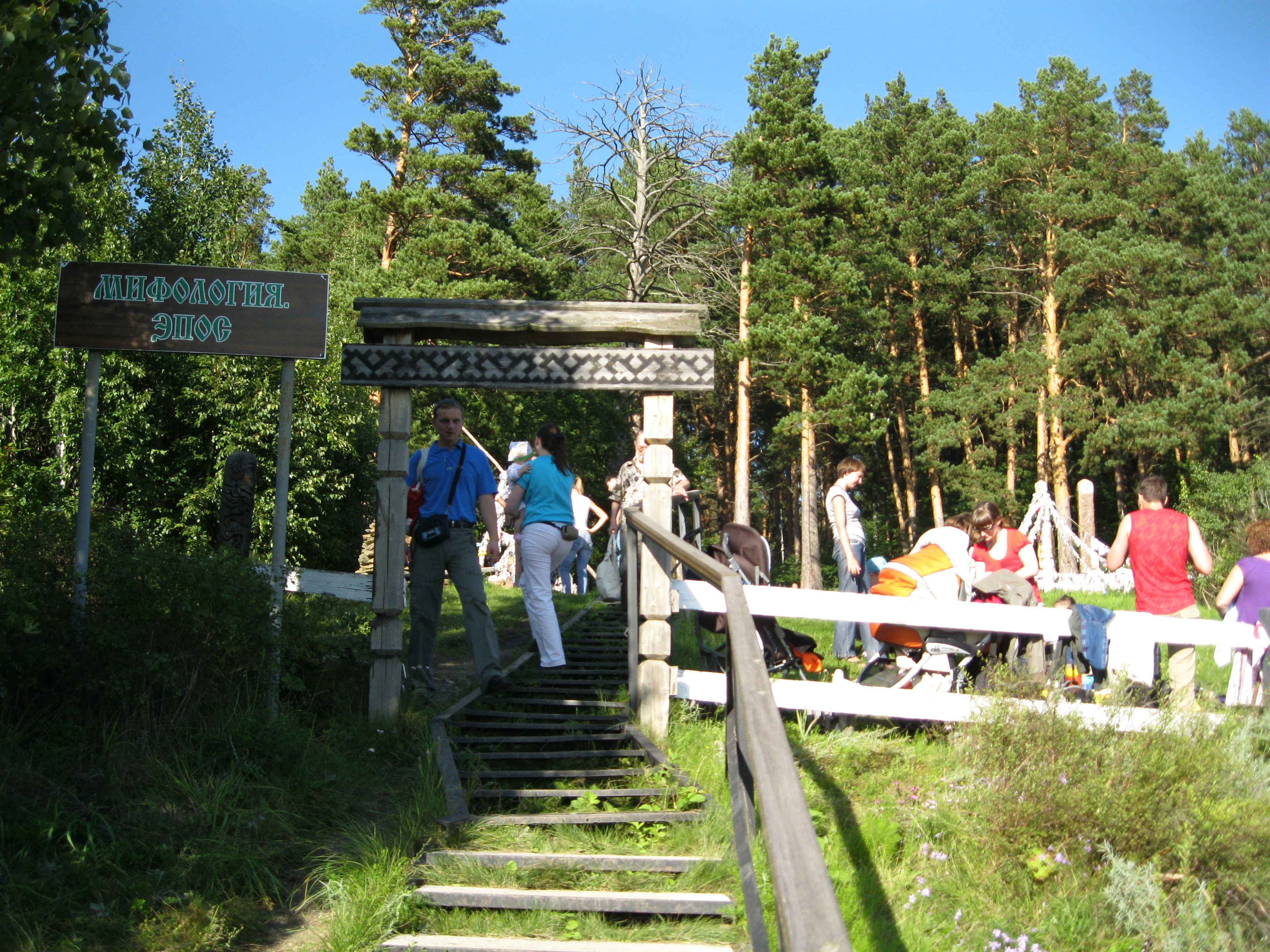
Мифология. Эпос
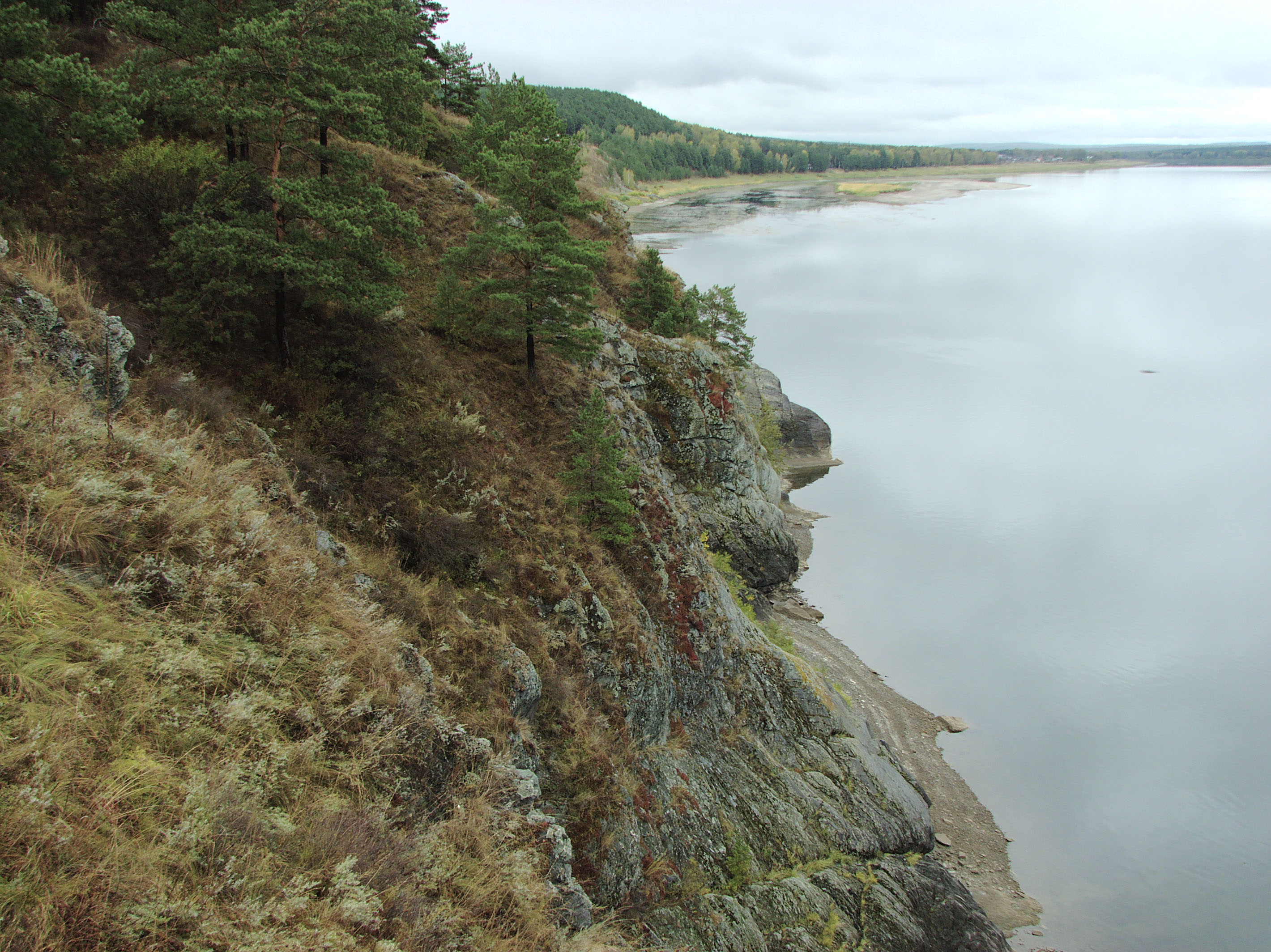
Река Томь
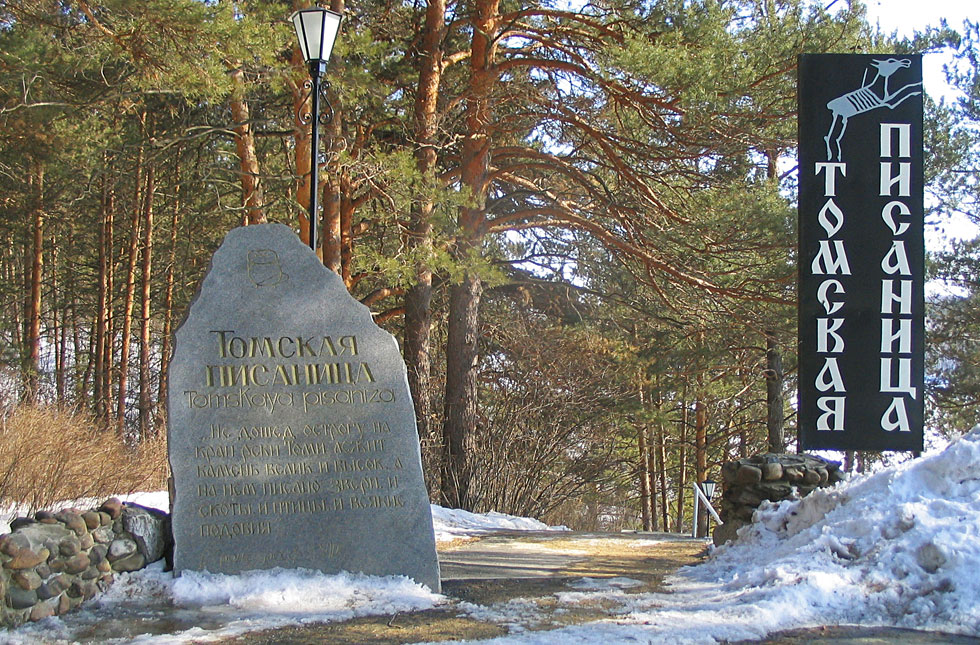
Камень на вершине скалы, 2019 год.
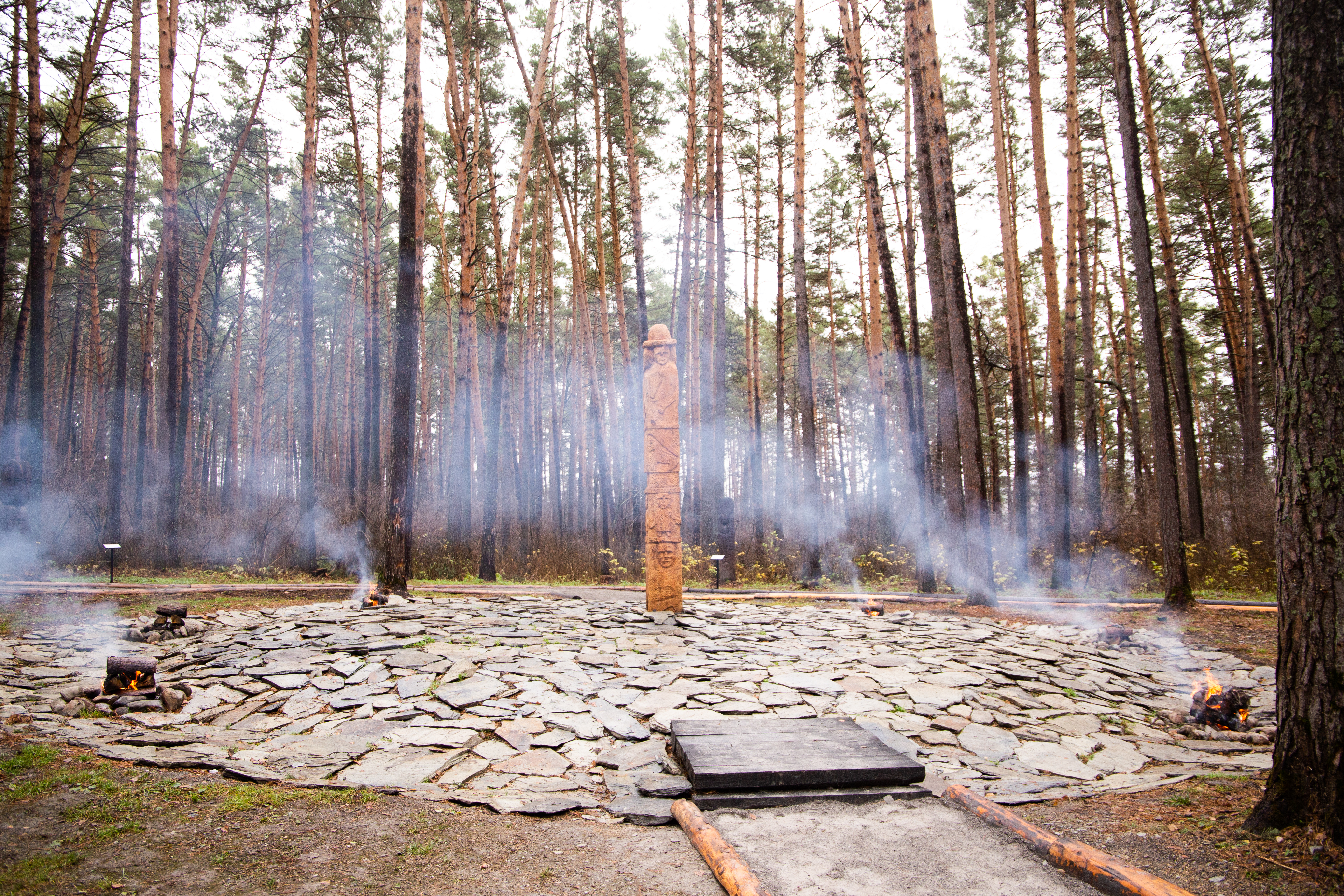
Общий вид экспозиции "Славянский мифологический лес"
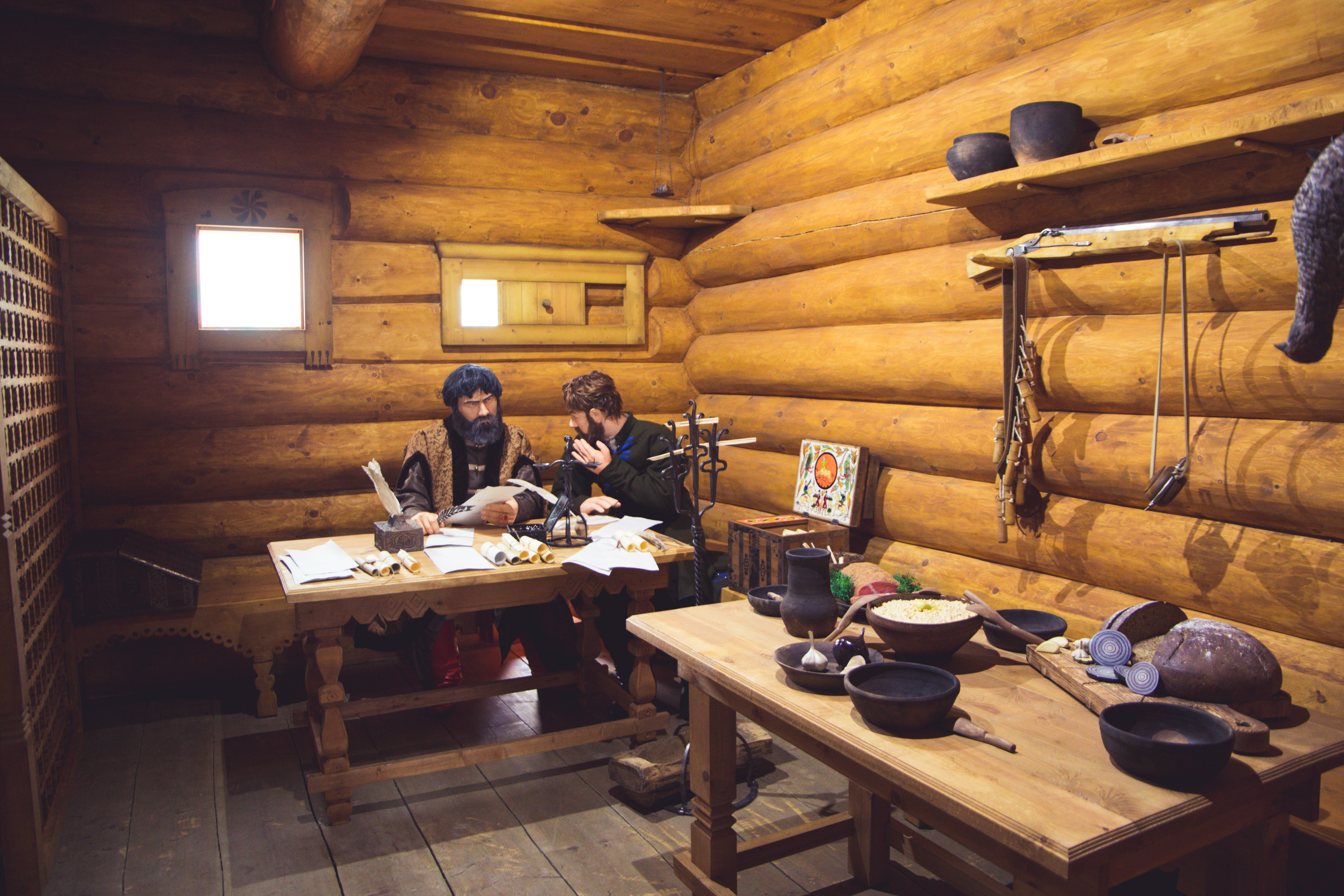
Экспозиция "Изба приказчика" комплекса "Сибирский острог"
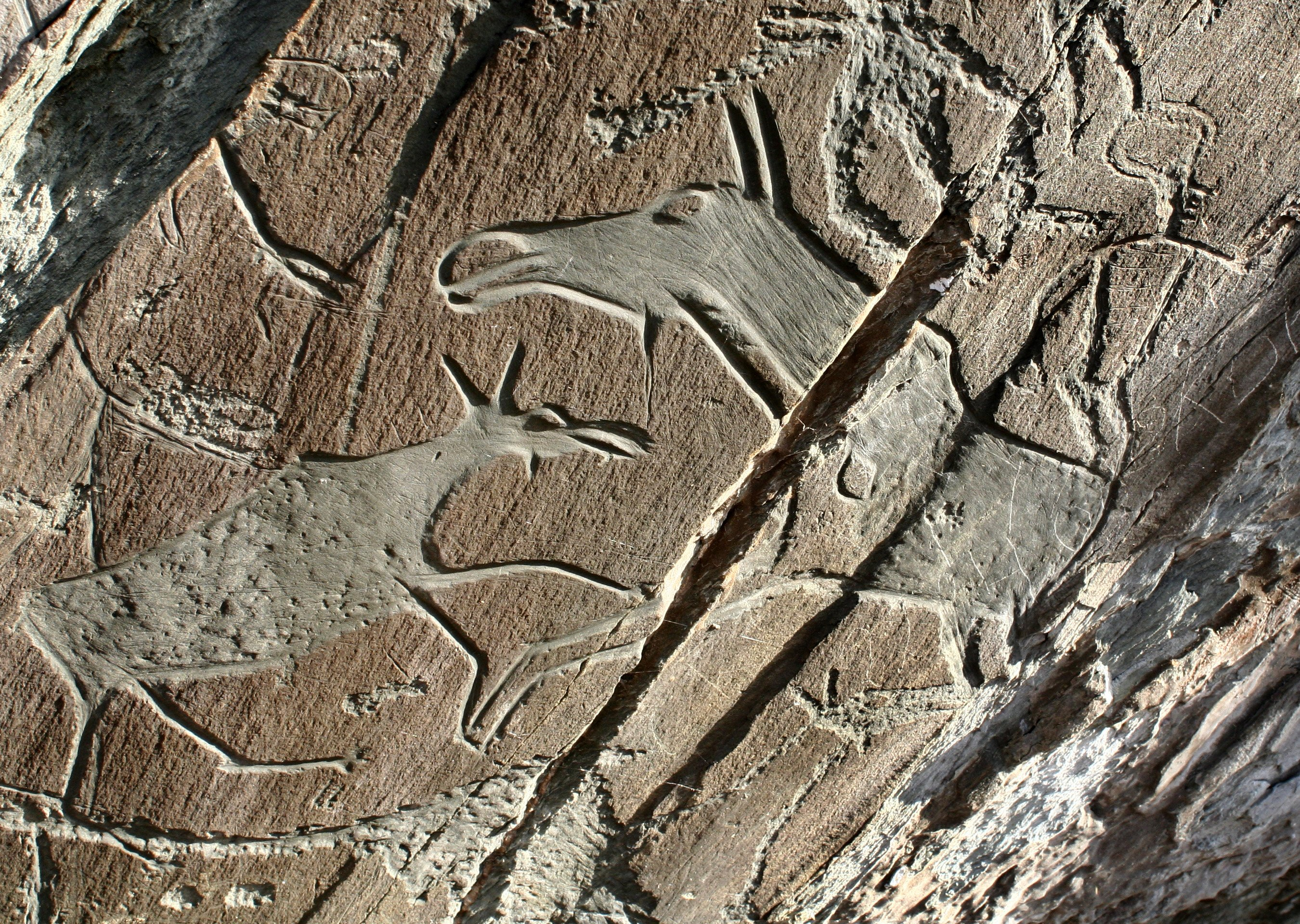
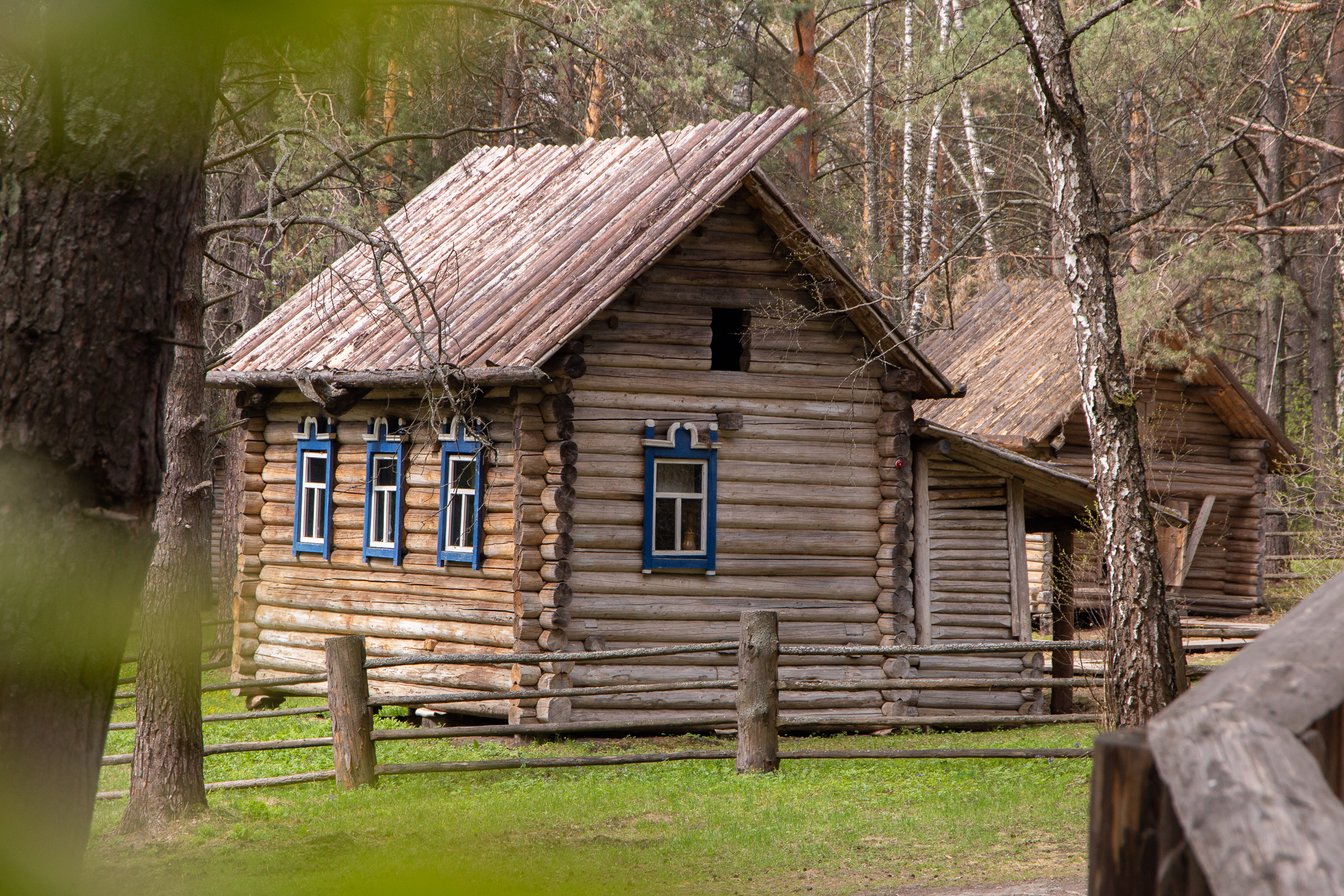
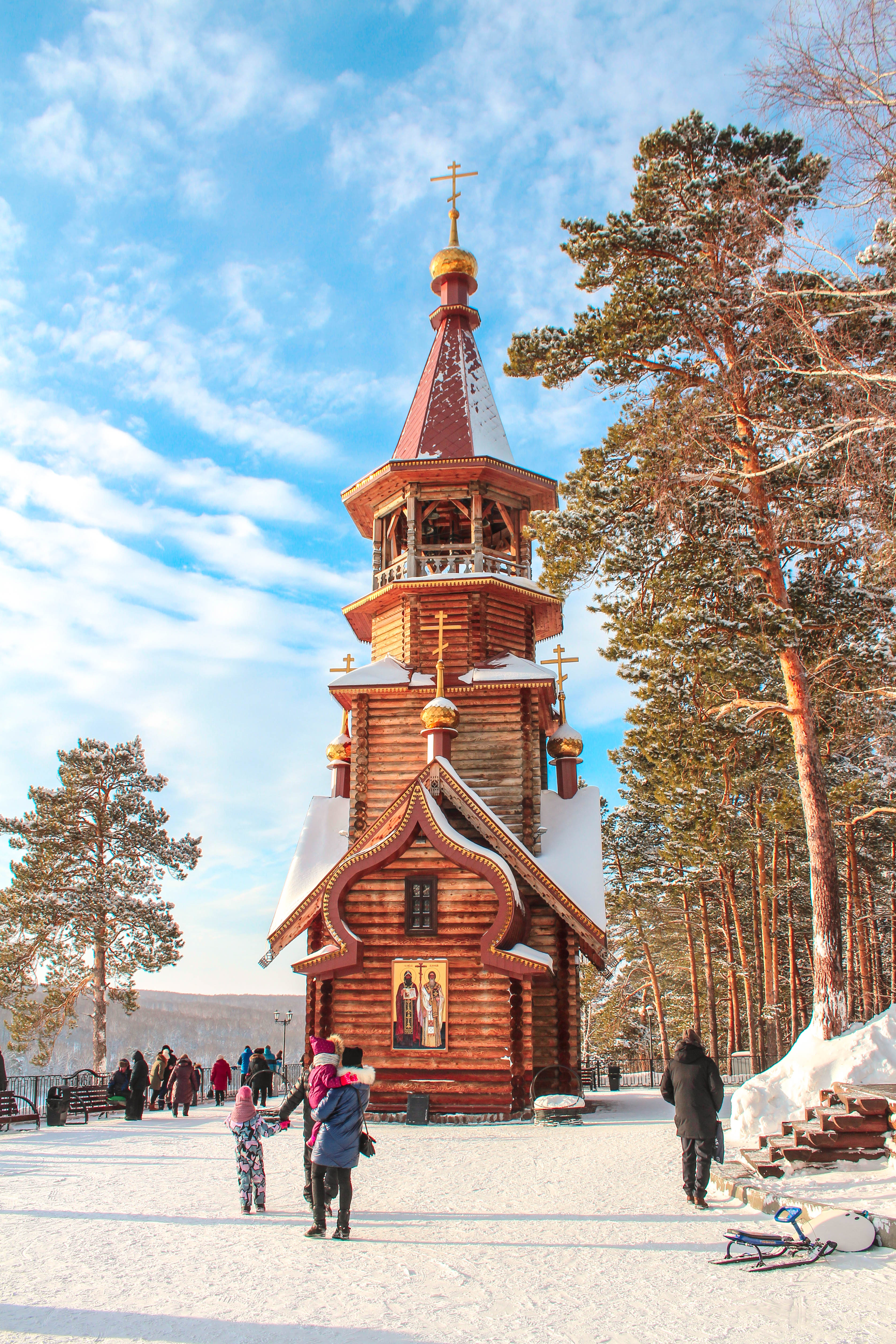